# Club Sport Marítimo de Venezuela
Il Club Sport Marítimo de Venezuela, spesso chiamato Marítimo per brevità, è una società calcistica venezuelana, con sede nella città di Caracas.
Fondato nel 1959 da emigranti portoghesi provenienti da Madeira, il club ha tratto il proprio nome e i propri colori sociali da quelli del CS Marítimo, squadra calcistica di Funchal, che milita attualmente nella Superliga.
Nel 1995, a seguito di una disputa legale riguardante l'agibilità del campo da gioco del Marítimo, la FIFA multò pesantemente il club e lo costrinse alla retrocessione in Segunda División. La dirigenza della squadra, sentendosi ingiustamente penalizzata, decise allora di sciogliere la società.
La società è stata ricreata nel 2006.

## Palmarès
- Campionato venezuelano: 4

1987, 1988, 1990, 1993
- Camp. Venezuelano Seconda Divisione: 2

1985, 2004
- Coppa del Venezuela: 2

1987, 1989

### Altri piazzamenti
- Campionato venezuelano:

Secondo posto: 1990-1991
Terzo posto: 1988-1989, 1991-1992